# Major Greenwood
Major Greenwood FRS (9 août 1880 - 5 octobre 1949) est un épidémiologiste et statisticien britannique.

## Biographie
Major Greenwood junior est né à Shoreditch dans l'East End de Londres, le seul enfant de Major Greenwood, médecin généraliste là-bas ("Major" est son prénom, pas un grade militaire.) Et de sa femme Annie, fille de Peter Lodwick Burchell. La famille Greenwood est enregistrée au XIIe siècle en la personne de Wyomarus Greenwode, de Greenwode Leghe, près de Heptonstall, Yorkshire, traiteur de l'impératrice Mathilde en 1154. Greenwood fait ses études classiques à la Merchant Taylors' School et étudie ensuite la médecine à l'University College de Londres et au Royal London Hospital. A l'obtention de son diplôme en 1904, il travaille un temps comme assistant de son père mais après quelques mois il abandonne définitivement la pratique clinique.
Il part travailler comme démonstrateur pour le physiologiste Leonard Hill (en) (père du futur statisticien Austin Bradford Hill) au London Hospital Medical College. Leonard Hill rappelle: "En reconnaissant la capacité d'un étudiant sans rien derrière lui à montrer sa valeur et en le nommant mon assistant, je peux prétendre avoir lancé Greenwood dans sa carrière." Bien que Greenwood ait pris un bon départ dans la recherche physiologique, il est déjà attiré par les statistiques ; son premier article dans Biometrika parait en 1904. Après une période d'études avec Karl Pearson, il est nommé statisticien à l'Institut Lister en 1910. Là, il travaille sur un large éventail de problèmes, notamment une étude de l'efficacité de l'inoculation avec le statisticien George Udny Yule. Au cours de la Première Guerre mondiale, Greenwood sert d'abord dans le Royal Army Medical Corps mais est ensuite chargé d'une unité de recherche médicale au ministère des Munitions. Là, il enquête sur les problèmes de santé associés au travail en usine, dont l'un des résultats est une étude influente sur les accidents qu'il réalise avec Yule. En 1919, Greenwood rejoint le ministère de la Santé nouvellement créé avec la responsabilité des statistiques médicales. Il co-écrit un certain nombre d'articles avec Ethel Newbold pendant son temps là-bas (et écrit une nécrologie touchante pour elle sur sa mort prématurée en 1933). En 1928, il devient le premier professeur d'épidémiologie et de statistiques de l'état civil à la London School of Hygiene and Tropical Medicine où il reste jusqu'à sa retraite en 1945. Il crée un groupe de chercheurs, dont le plus important est Austin Bradford Hill. Greenwood joue le même rôle dans la carrière d'AB Hill que le père de Hill a joué dans la sienne.
La Royal Society décerne la médaille Buchanan à Greenwood en 1927 et l'élit Fellow en 1928.
Il est élu président de la Royal Statistical Society en 1934 et reçoit sa médaille d'or Guy en 1945.
Greenwood produit un grand nombre de recherches, est le premier à occuper des postes importants dans les statistiques médicales modernes et écrit beaucoup sur l'histoire de son sujet. Son nom est attaché à la formule de Greenwood pour la variance ou l'erreur type (SE) de l'estimateur de Kaplan-Meier de la survie,,.
Une méthode statistique inventée par Major Greenwood dans une étude statistique des maladies infectieuses est encore utilisée dans la recherche actuelle. La statistique de Greenwood est utilisée pour découvrir qu'il existe une sorte d'ordre dans le placement des gènes sur les chromosomes des êtres vivants et cela inspire un nouveau regard sur l'épigénétique, qui est maintenant considérée comme aussi importante que la génétique dans la façon dont la vie les organismes se développent et évoluent.

## Ouvrages
- Greenwood, « A First Study of the Weight, Variability, and Correlation of the Human Viscera, with Special Reference to the Healthy and Diseased Heart », Biometrika, vol. 3,‎ 1904, p. 63–83 (DOI 10.1093/biomet/3.1.63, lire en ligne)
- Greenwood, M., Physiology of the special senses, London, E. Arnold, 1910 (lire en ligne)[11]
- Greenwood et Yule, « The Statistics of Anti-typhoid and Anti-cholera Inoculations, and the Interpretation of such Statistics in general », Proceedings of the Royal Society of Medicine, vol. 8, no Sect Epidemiol State Med,‎ 1915, p. 113–94 (PMID 19978918, PMCID 2004181, DOI 10.1177/003591571500801433)
- Greenwood, Major et Udny Yule, G., « An Inquiry into the Nature of Frequency Distributions Representative of Multiple Happenings with Particular Reference to the Occurrence of Multiple Attacks of Disease or of Repeated Accidents », Journal of the Royal Statistical Society, vol. 83, no 2,‎ 1920, p. 255–279 (DOI 10.2307/2341080, JSTOR 2341080, lire en ligne)\
- Edgar L. Collis and Major Greenwood. The health of the industrial worker. 1921
- Cripps, L, Greenwood, M. and Newbold, E (1923). A Biometric Study of the Inter-relations of `Vital Capacity' stature, stem length and weight in a Sample of Healthy Male Adults. Biometrika. 14: 3–4. DOI 10.2307/2331816. JSTOR 2331816.
- Greenwood, M.; Newbold, E (1923). On the Estimation of Metabolism from Determination of Carbon Dioxyde Production and on Estimation of External Work from Respiratory Metabolism. J. Hygiene. 21: 3–4. DOI 10.1017/s0022172400031624. PMC 2167379.
- Greenwood, M.; Newbold, E (1927). Practical Applications of Statistics of Repeated Events, particularly to Industrial Accidents. J. Royal Stat. Society. 90: 487–547. DOI 10.2307/2341203. JSTOR 2341203.
- Major Greenwood. The natural duration of cancer. London, England: His Majesty’s Stationery Office, Reports on Public Health and Medical Subjects, No. 33. 1926
- Major Greenwood. Epidemics and crowd-diseases: an introduction to the study of epidemiology. 1935
- Major Greenwood. Medical statistics from Graunt to Farr: the Fitzpatrick lectures for the years 1941 and 1943. 1948